# Григоренко Микола Олексійович
Микола Олексійович Григоренко (28 грудня 1918, Борисівка — 23 червня 1987) — Заслужений будівельник УРСР, повний кавалер ордена Слави, почесний громадянин Бердянська.

## Біографія
Народився 28 грудня 1918 в селі Борисівці (тепер Приморського району Запорізької області) в селянській родині. Українець. Закінчив 5 класів школи. Працював помічником моториста «Укразоврибтресту».
У Червоній Армії з 1939 року. У 1940 році закінчив школу молодших авіаційних фахівців. На фронті у радянсько-німецьку війну з грудня 1942 року. Воював повітряним стрільцем-радистом у складі 36-го гвардійського бомбардувального авіаційного полку (202-а бомбардувальна авіаційна дивізія, 2-а повітряна армія, 1-й Український фронт). З 10 жовтня 1943 року по 30 березня 1944 року в районі міст Рівного, Бродів і Дубно у складі екіпажу знищив 45 вантажівок, 10 возів з боєприпасами, близько 10 різних складів і більше 90 солдатів і офіцерів противника. 30 квітня 1944 року нагороджений орденом Слави 3 ступеня. Член ВКП (б) з 1944 року.
У повітряних боях у складі групи з 17 по 19 лютого 1945 року в районах населених пунктів Штрелен (Стшелін), Томіца і Куртвітц (Польща) гвардії старший сержант Григоренко відбив 12 атак винищувачів ворога і збив три літаки, знищив три автомобіля і чотири склади пального. 5 квітня 1945 року нагороджений орденом Слави 2 ступеня.
25 квітня 1945 року в районі міста Прибуса (Німеччина) за цілевказівки гвардії старшого сержанта Григоренка повітряним ударом розгромлена колона ворожої мотопіхоти і танків. 27 квітня 1945 року біля населеного пункту Шлепциг (під Берліном) знищив сім вантажівок противника. 8 травня 1945 року в районах міст Пірни (Німеччина) і Ческа-Липа (Чехословаччина) у складній обстановці забезпечив надійний зв'язок групи радянських бомбардувальників з командним пунктом полку, що сприяло виконанню бойового завдання екіпажами.
27 червня 1945 року нагороджений орденом Слави 1 ступеня.
Після війни у званні старшини був демобілізований. Жив у Бердянську. Працював бригадиром в тресті «Бердянськбуд». З 1953 року — бригадир.
Помер 23 червня 1987 року.

## Нагороди, відзнаки
Нагороджений орденами Жовтневої Революції, Вітчизняної війни 1 ступеня, Червоної Зірки, медалями.
Почесний громадянин Бердянська з 1973 року. Заслужений будівельник УРСР.